# Schwerbach (Pielach)
Der Schwerbach (auch Grabenbach) ist ein linker Zufluss zur Pielach bei Schwerbach in Niederösterreich.
Der Schwerbach entspringt zwischen dem Bergerhof und dem Filianhof in der Ortschaft Kirchberggegend und fließt nach Süden ab. Von rechts fließt der Gölsnitzgraben zu; dieser entspringt im Westen der Ortschaft Schwerbachgegend und entwässert ein deutlich größeren Gebiet als der Schwerbach, der sich nach der Einmündung des Gölsnitzgrabens nach Osten zur Pielach wendet, in die er bei Schwerbach einfließt.
Das Einzugsgebiet des Schwerbachs umfasst 5,9 km² in teilweise bewaldeter Landschaft.